# Inês Silva
Inês Silva (Madeira, 18 december 2004) is een voetbalspeelster uit Portugal. Ze stond tot 3 oktober 2024 onder contract bij Fortuna Sittard in de Vrouwen Eredivisie.

## Clubcarrière
Inês Silva werd geboren op Madeira en begon met voetballen bij CS Marítimo. Hier maakte ze van 2016 tot 2020 deel uit van het onder 19 team. In 2020 maakte ze de overstap naar SCU Torreense. Hier speelde ze een seizoen waarin ze acht keer tot scoren kwam. Silva werd in 2021 gecontracteerd door Sporting Clube de Portugal, waar ze als vleugelspeler deel uitmaakte van het B-team. In drie seizoenen voor de club uit Lissabon kwam ze tot 36 wedstrijden en 8 doelpunten.
In 2024 maakte Silva de overstap naar Fortuna Sittard, waar ze deel uit gaat maken van het eerste elftal in de Vrouwen Eredivisie. Ze was daarmee de eerste speelster uit Portugal in de Vrouwen Eredivisie. Door privéomstandigeden besloten Fortuna Sittard en Silva op 3 oktober 2024 het tot 30 juni 2025 doorlopende contract in onderling overleg te ontbinden.

## Statistieken
| Seizoen | Club                         | Competitie           | Competitie | Competitie | Beker | Beker | Champions League | Champions League | Overig | Overig | Totaal | Totaal |
| Seizoen | Club                         | Competitie           | Wed.       | Dlp.       | Wed.  | Dlp.  | Wed.             | Dlp.             | Wed.   | Dlp.   | Wed.   | Dlp.   |
| ------- | ---------------------------- | -------------------- | ---------- | ---------- | ----- | ----- | ---------------- | ---------------- | ------ | ------ | ------ | ------ |
| 2018/19 | USC Marítimo -19             | Liga Feminina Sub-19 | 10         | 0          | 0     | 0     | 0                | 0                | -      | -      | 10     | 0      |
| 2019/20 | USC Torreense B              | III Divisão Feminino | 9          | 8          | 0     | 0     | 0                | 0                | -      | -      | 9      | 8      |
| 2020/21 | Sporting Clube de Portugal B | III Divisão Feminino | 11         | 0          | 0     | 0     | 0                | 0                | -      | -      | 11     | 0      |
| 2021/22 | Sporting Clube de Portugal B | III Divisão Feminino | 13         | 0          | 0     | 0     | 0                | 0                | -      | -      | 13     | 0      |
| 2022/23 | Sporting Clube de Portugal B | III Divisão Feminino | 18         | 5          | 0     | 0     | 0                | 0                | -      | -      | 18     | 5      |
| 2023/24 | Sporting Clube de Portugal B | III Divisão Feminino | 18         | 3          | 0     | 0     | 0                | 0                | -      | -      | 18     | 3      |
| 2024/25 | Fortuna Sittard              | Vrouwen Eredivisie   | 0          | 0          | 0     | 0     | 0                | 0                | 0      | 0      | 0      | 0      |
| Totaal  | Totaal                       | Totaal               | 68         | 16         | 0     | 0     | 0                | 0                | 0      | 0      | 68     | 16     |

Bijgewerkt t/m 22 augustus 2024.

## Interlandcarrière
Silva heeft onderdeel uitgemaakt van meerdere Portugese jeugdselecties.